# André-Frédéric Eler
André-Frédéric Eler (auch Andreas-Friedrich Heller und Andreas-Friedrich Eler; * 1764 im Elsass; † 29. April 1821 in Paris) war ein französischer Komponist und Musikpädagoge.
Er ging vermutlich schon in frühen Jahren nach Paris, wo er bald in vielfältiger Weise und mit wachsender Anerkennung am Institut National de Musique – dem späteren Conservatoire – wirkte. Am 15. August 1789 wird seine Scène française im Concert Spirituel gesungen. Am Conservatoire de Paris war er als Bibliothekar von 1795 bis 1797, als Lehrer für Begleitung von 1798 bis 1800, Solfège von 1800 bis 1801 und Kontrapunkt von 1816 bis 1821 tätig. Hier komponierte er u. a. die zahlreichen und in ihrer bemerkenswert kontrapunktischen Schreibweise ansprechenden Werke für Bläser, die sicherlich nicht zuletzt auch den Schülern des Conservatoire zugedacht waren. Aus der Beschäftigung während seiner letzten Jahre mit den Kompositionen der Meister des 16. Jahrhunderts entstand eine sieben Bände füllende Sammlung dieser Werke, die unter der Bezeichnung Collection Eler in der Bibliothèque du Conservatoire aufbewahrt wird.

## Werke

### Werke mit Orchester
- Sinfonia concertante für Flöte, Klarinette, Fagott, Horn und Orchester
- Concerto Nr.1 F-Dur für Horn und Orchester

### Werke für Blasorchester
- Ouverture
- Ode avec le Situation de la Republique en mai 1799

### Bläser-Kammermusik
- 1795 Drei Quartette für Streicher opus 2
- 1807 Trio in F-Dur opus 9 Nr. 1, für Flöte, Klarinette in B und Fagott
- 1807 Trio C-Dur opus 9 Nr. 2, für Flöte, Klarinette in B und Fagott
- 1807 Trio d-moll opus 9 Nr. 3, für Flöte, Klarinette in B und Fagott
- Concerto für Oboe und Streich-Quartett
- Six Sonates pour Piano, Violon et Violoncelle, opus 8
- Quartett Nr. 3 für Horn und Streich Trio
- Quartett F-Dur opus 6 Nr. 1, für Flöte, Klarinette, Horn und Fagott
- Drei Quartette op. 10 für 2 Klarinetten, Horn und Fagott
  1. Quartett in B-Dur opus 10 Nr. 1
  2. Quartett in c-moll opus 10 Nr. 2
  3. Quartett in B-Dur opus 10 Nr. 3
- Bläserquartett in F-Dur opus 11 Nr. 1, für Flöte, Klarinette, Horn und Fagott
- Bläserquartett in F-Dur opus 11 Nr. 31, für Flöte, Klarinette, Horn und Fagott

### Bühnenwerke
- 1798 Apelle et Campaspe Oper in 1 Akt
- 1798 Le Chant des vengeances intermêde et pantomime 1 Akt
- 1801 L'Habit de la Duchesse de Grammont
- 1803 L'Habit du Chevalier de Grammont Komische Oper in 1 Akt
- La Forêt de Brama Lyrische Oper in 3 Akten